# Фридрих Земиш
Фридрих Земиш (на немски: Friedrich Saemisch) е германски шахматист. Завоюва гросмайсторско звание през 1950 г. Участва в 65 международни турнира. Най-високи резултати постига във Виена (1 м., 1921 г.), Дортмунд (1 м., 1928), Свинемюнде (1 м., 1930 г.), Спа (1 – 2 м., 1926) и Бърно (1 – 2 м., 1928 г.). Взема участие в три олимпиади.
Създава „Атака Земиш“ (1. d4 Kf6 2. c4 g6 3. Kc3 Og7 4. e4 d6 5. f3) в Староиндийска защита и „Система Земиш“ (1. d4 Kf6 2. c4 e6 3. Kc3 Ob4 4. a3) в Защита Нимцович.